# Clube Esportivo Lajeadense
O Clube Esportivo Lajeadense é um clube de futebol brasileiro sediado na cidade de Lajeado, no estado do Rio Grande do Sul. 
Fundado em 1911, é um dos 25 clubes de futebol mais antigos do Brasil, tendo sido colecionador de títulos do interior a partir de 2010, sendo o vice-campeão gaúcho de 2013. Suas cores oficiais são azul-celeste, branco e ouro. Atualmente disputa a divisão de acesso do Campeonato Gaúcho.

## Títulos
| HONORÁRIOS | HONORÁRIOS                   | HONORÁRIOS | HONORÁRIOS  |
|            | Competição                   | Títulos    | Temporadas  |
| ---------- | ---------------------------- | ---------- | ----------- |
|            | Tríplice Coroa Gaúcha        | 1          | 2014        |
| ESTADUAIS  |                              |            |             |
|            | Competição                   | Títulos    | Temporadas  |
|            | Copa FGF                     | 2          | 2014 e 2015 |
|            | Recopa Gaúcha                | 1          | 2015        |
|            | Super Copa Gaúcha            | 1          | 2014        |
|            | Campeonato Gaúcho - Série A2 | 2          | 1959 e 1979 |
|            | Copa Sul-Fronteira           | 1          | 2014        |

## Estádio
Inaugurado em 25 de janeiro de 2012, o Estádio Alviazul possui estrutura moderna, atendendo às exigências para o padrão Fifa de estádios de futebol. Com ampla área física, possui campos suplementares e de treinamento. Tem capacidade para 7 mil pessoas sentadas, 19 camarotes, academia de musculação, sala de fisioterapia, cozinha e refeitório. Está localizada no bairro Floresta, distante cerca de 5 quilômetros do Centro de Lajeado, às margens da RS-130, no caminho para Cruzeiro do Sul. Estima-se que o custo total da nova Arena tenha sido de aproximadamente 2 milhões.
Até 2011, o Lajeadense utilizava o Estádio Florestal, localizado no bairro de mesmo nome. Inaugurado em 1961, foi o primeiro estádio do interior do Rio Grande do Sul com pavilhão. Foi vendido a um grupo de empresários em 2010 e demolido em 2012. Ainda não há planos públicos para o que será construído no local do velho Florestal.
Antes, o clube utilizava um outro estádio, também chamado de Florestal, localizado na hoje Avenida Benjamin Constant.